# Bosco Serra dei Cianci
Bosco Serra dei Cianci este o arie protejată (arie specială de conservare — SAC, sit de importanță comunitară — SCI) din Italia întinsă pe o suprafață de 48 ha, integral pe uscat.

## Localizare
Centrul sitului Bosco Serra dei Cianci este situat la coordonatele 39°54′32″N 18°18′36″E / 39.908889°N 18.31°E.

## Înființare
Situl Bosco Serra dei Cianci a fost declarat sit de importanță comunitară în iunie 1995 pentru a proteja 1 specie de plante și 2 specii de animale. Situl a fost protejat și ca arie specială de conservare în iulie 2015.

## Biodiversitate
Situată în ecoregiunea mediteraneană, aria protejată conține 1 habitat natural: Păduri de Quercus ilex și Quercus rotundifolia.
La baza desemnării sitului se află mai multe specii protejate:
- plante (1): Stipa austroitalica
- reptile (2): șarpele cu patru dungi (Elaphe quatuorlineata), elaphe situla (Zamenis situla)

Pe lângă speciile protejate, pe teritoriul sitului au mai fost identificate 4 specii de plante, 1 specie de mamifere, 3 specii de reptile.